# Operace Kondor
Operace Kondor (španělsky Operación Cóndor; portugalsky Operação Condor) byla kampaň politického útlaku prováděná tajnými službami pravicových diktatur v Jižní Americe (respektive v Cono Sur) s podporou a plánováním ze strany Spojených států amerických za účelem vybudování nového politicko-hospodářského pořádku. Prostředkem k dosažení cíle bylo odstranění či potlačení levicově smýšlejících osob – občanských aktivistů, odborářů, hudebníků, rolnických organizátorů, ekonomů i politiků. Metody kampaně byly velmi brutální: od všemožné šikany a odpírání občanských práv, přes věznění, mučení až po vraždy a „mizení lidí“.
Přísně utajená kampaň byla formálně zahájena v roce 1975 a trvala až do konce 80. let, měla však své počátky již v předchozím desetiletí. Účastnily se jí ve vzájemné součinnosti vlády (často vojenské junty) Chile, Argentiny, Paraguaye, Uruguaye, Bolívie a Brazílie; později se připojil také Ekvádor a Peru. Podporu – výcvikovou (včetně školení technik mučení), zbrojní, finanční i zpravodajskou – vojenským vládám poskytovala americká CIA, jejímž prostřednictvím se USA za vlády prezidentů R. Nixona, G. Forda, J. Cartera a R. Reagana snažily udržet svou kontrolu nad západní hemisférou a nedopustit mocenský průnik SSSR, potažmo castrovské Kuby do této oblasti. O existenci operace Kondor, jejím rozsahu a míře zločinů v jejím rámci spáchaných, se svět dozvěděl až s objevením tzv. Archivů teroru v roce 1992.
Mezi nejznámější oběti těchto akcí patří např. chilský generál Carlos Prats, který byl šéfem armády před Pinochetem, bývalý bolivijský prezident José Juan Torres nebo chilský exministr zahraničí Orlando Letelier. Celkový počet perzekvovaných dosáhl téměř půl milionu, z toho 80 000 popravených nebo „zmizelých“.

## Pozadí
V září roku 1973 se do Caracasu sjeli zástupci vojenských diktatur amerického kontintentu. Velitel brazilské armády, generál Breno Borges Fortes, zde vyzval, aby armády sdílely informace, které povedou k „vymýcení marxistické subverze“.
V březnu 1974 se sešli představitelé policií Chile, Uruguaye a Bolívie s představiteli argentinské tzv. Alianza Anticomunista Argentina (neboli jednotky AAA). Šlo o paramilitární jednotku, která fungovala hlavně v Argentině v době perónismu a která byla určena na mimosoudní zabíjení a nucená zmizení disidentů (levicových politiků, studentů, odborářů, kněží). Jednotka zabila až tisíc lidí. Představitelé policií se měli vzájemně koordinovat na obdobných praktikách.

## Historie
Na listopad 1975 bylo svoláno jednání představitelů tajných služeb Chile, Argentiny, Bolívie, Paraguaye a Uruguaye. Manuel Contreras, velitel chilské tajné policie Dirección de Inteligencia Nacional (DINA), jim oficiálně představil plán Kondor. V oficiální podobě byly za nepřátele označeny levicové ozbrojené organizace jako Hnutí revoluční levice v Chile, Montoneros a Lidová revoluční armáda v Argentině nebo Tupamaros v Uruguayi. Brzy se ale vládní represe a perzekuce rozšířily na všechny disidenty a jejich rodiny. Jednou z podob byla tzv. špinavá válka, což navzdory názvu byla ve skutečnosti státem podporovaná vlna násilí vedeného Jorgem Rafaelem Videlou proti levicovým oponentům v Argentině. Tažení si vyžádalo životy 30 tisíc lidí.
Hlavními liniemi se na začátku staly Chile a represe tajné policie Dirección de Inteligencia Nacional (DINA) a dále Argentina a represe tamní tajné policie Secretaría de Inteligencia del Estado (SIDE). Neblaze proslulou formou mimosoudního zabíjení byly tzv. lety smrti (španělsky vuelos de la muerte) – oběti byly zavražděny vyhozením z letadel nebo vrtulníků do oceánů nebo velkých řek. V květnu 1976 se znovu setkali představitelé policií zapojených do operace Kondor a diskutovali širší spolupráci než jen výměnu informací. Mělo jít o koordinované atentáty na představitele odbojových organizací, kteří se ukrývali v exilu.
V červnu 1976 obdržel americký ministr zahraničí Henry Kissinger zprávu zpracovanou zpravodajskou službou Bureau of Intelligence and Research, která uváděla, že argentinské ozbrojené složky vykonávají mimosoudní zabití. Nicméně se v ní současně psalo, že „chybí důkazy, že by se vlády Cono Sur propojily do vražedné mezinárodní organizace potírající levicové oponenty“. Na druhou stranu náměstek pro Latinskou Ameriku Harry W. Shlaudeman již v srpnu 1976 Kissingerovi napsal zprávu, ve které uvedl, že vojenské diktatury Jižní Ameriky se spojují v oblasti vztahující se k národní bezpečnosti, a to zejména v obavě před šířením marxismu ohrožujícího jejich režimy. Cílem této spolupráce měly být přeshraniční operace, které povedou k zabití levicových radikálních představitelů. Na konci srpna poslal Shlaudeman Kissingerovi další zprávu, ve které vyjádřil obavu, že toto jednání může poškodit mezinárodní reputaci jihoamerických režimů, které platí za spojence USA. Kissinger varování nedbal a naopak s představiteli vojenských diktatur aktivně spolupracoval. Ve zprávě z roku 1977 byly Chile a Argentina uvedeny jako země, se kterými USA spolupracují v propagandistických aktivitách, které měly za cíl jednak snižovat mezinárodní kritiku vůči vojenským režimům v těchto zemích a dále posilovat podporu režimům u lokální populace.

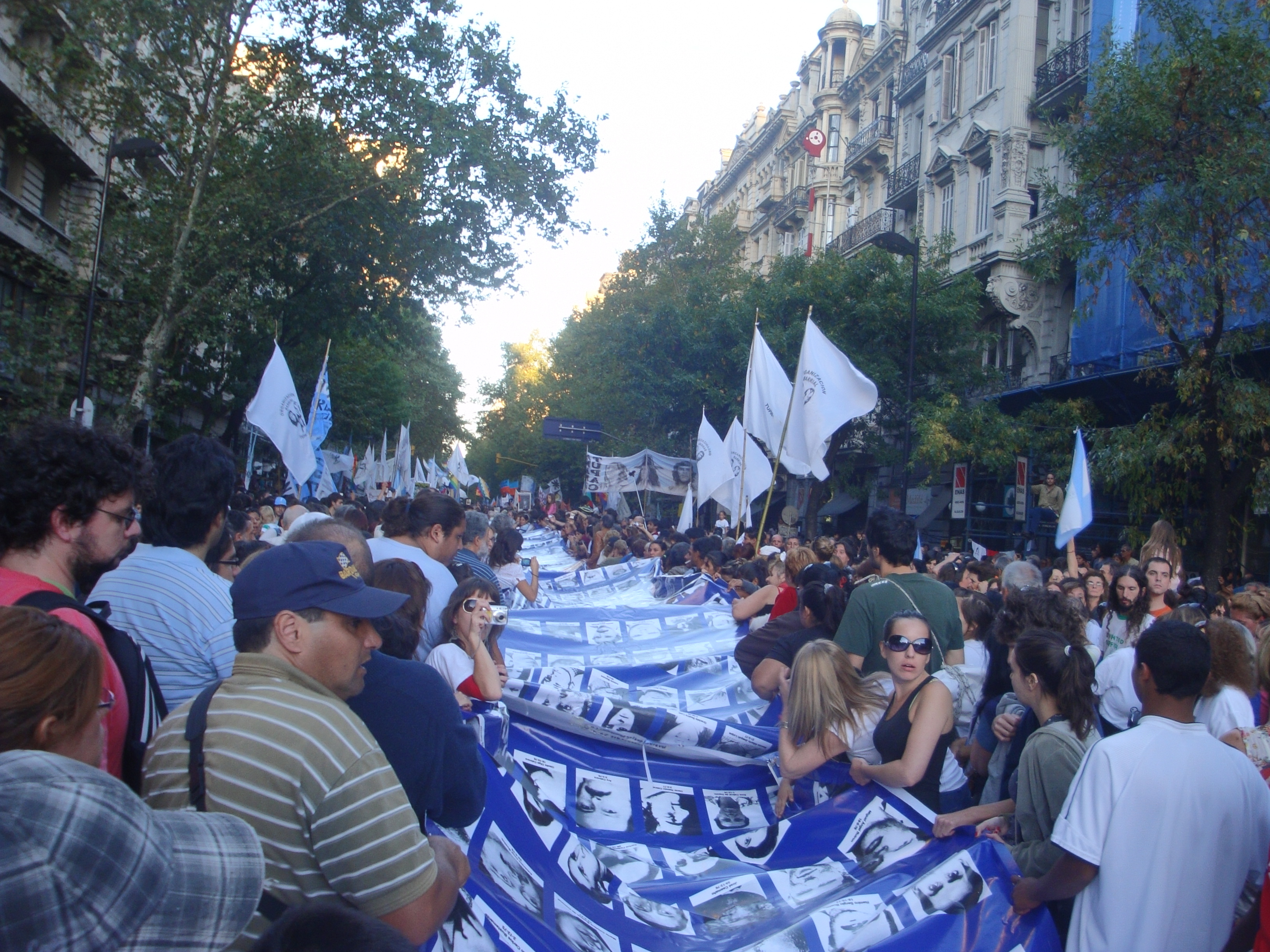
Plachta s fotografiemi „zmizelých“ obětí perzekuce v Argentině (2011)

Diktatury a jejich zpravodajské služby byly zodpovědné za desítky tisíc zabitých a pohřešovaných lidí v období mezi lety 1975 a 1985. Brazilský novinář Nilson Mariano při analýze politických represí v regionu během tohoto desetiletí odhaduje počet zabitých a pohřešovaných osob na 2 000 v Paraguayi, 3 196 v Chile, 297 v Uruguayi, 366 v Brazílii a 30 000 v Argentině. Ne nutně u všech zabití bylo prokázáno přímé napojení na operace Kondor. V roce 2009 J. Patrice McSherry uvedla, že šlo o „stovky nebo tisíce... zavražděných v operacích Kondor“ a uznala, že „koečný počet stále nebyl definitivně stanoven“.
Dne 22. prosince 1992 navštívila oběť mučení Martín Almada a paraguayský soudce José Agustín Fernández policejní stanici v předměstí Lambaré v Asunciónu, aby hledali spisy o bývalém politickém vězni. Našli to, co se stalo známým jako „Archivy teroru“ (portugalsky Arquivos do Terror), dokumentující osudy tisíců latinskoamerických politických vězňů, kteří byli tajně uneseni, mučeni a zabiti bezpečnostními službami Argentiny, Bolívie, Brazílie, Chile, Paraguaye a Uruguaye. Archivy obsahovaly celkem 60 000 dokumentů o hmotnosti čtyř tun, které obsahovaly 593 000 mikrofilmovaných stránek. Operace Kondor v Cono Sur si vyžádala až 50 000 zabitých, 30 000 „zmizelých“ a 400 000 zatčených a uvězněných. Některé z těchto zemí se při stíhání bývalých vojenských důstojníků spoléhají na důkazy v archivech.

## Soudní proces s viníky v Argentině
Za účast na operaci Kondor poslal argentinský soud v květnu 2016 do vězení čtrnáct bývalých představitelů vojenské diktatury, kteří nesli odpovědnost za likvidaci politických odpůrců. Proces byl zahájen v březnu 2013, přičemž původně bylo obviněno 32 osob, z nichž někteří byli obvinění zproštěni a jiní zemřeli během procesu, např. argentinský diktátor Jorge Videla. Odsouzeno bylo 14 osob, včetně bývalého argentinského generála a diktátora Reynalda Bignoneho. Tresty za zločinné spolčení, únos a mučení se pohybovaly mezi 8 a 25 lety.